# Skytte vid olympiska sommarspelen 1924
De olympiska tävlingarna i skytte 1924 avgjordes mellan den 23 juni och 9 juli på skjutbanor i Versailles, Reims, Camp de Châlons, och i Issy-les-Moulineaux. 258 deltagare från 27 länder tävlade i tio grenar.

## Medaljörer

### Individuellt
| Gren                                 | Guld                               | Silver                               | Brons                     |
| Snabbpistol Detaljer...              | Henry Bailey USA                   | Wilhelm Carlberg Sverige             | Lennart Hannelius Finland |
| 50 meter gevär, liggande Detaljer... | Pierre Coquelin de Lisle Frankrike | Marcus Dinwiddie USA                 | Josias Hartmann Schweiz   |
| Frigevär 600 m Detaljer...           | Morris Fisher USA                  | Carl Osburn USA                      | Niels Larsen Danmark      |
| Hjort, enkelskott Detaljer...        | John Boles USA                     | Cyril Mackworth-Praed Storbritannien | Otto Olsen Norge          |
| Hjort, dubbelskott Detaljer...       | Ole Lilloe-Olsen Norge             | Cyril Mackworth-Praed Storbritannien | Alfred Swahn Sverige      |
| Trap Detaljer...                     | Gyula Halasy Ungern                | Konrad Huber Finland                 | Frank Hughes USA          |

### Lagtävlingar
| Gren                               | Guld                                                                         | Silver                                                                      | Brons                                                                               |
| Frigevär, lag Detaljer...          | USA Raymond Coulter Joseph Crockett Morris Fisher Sidney Hinds Walter Stokes | Frankrike Paul Colas Albert Courquin Pierre Hardy Georges Roes Émile Rumeau | Haiti Ludovic Augustin Destin Destine Eloi Metullus Astrel Rolland Ludovic Valborge |
| Hjort enkelskott, lag Detaljer...  | Norge Einar Liberg Ole Lilloe-Olsen Harald Natvig Otto Olsen                 | Sverige Alfred Swahn Per Fredric Landelius Mauritz Johansson Otto Hultberg  | USA John Boles Raymond Coulter Dennis Fenton Walter Stokes                          |
| Hjort dubbelskott, lag Detaljer... | Storbritannien Cyril Mackworth-Praed Philip Neame Herbert Perry Allen Whitty | Norge Einar Liberg Ole Lilloe-Olsen Harald Natvig Otto Olsen                | Sverige Alfred Swahn Axel Ekblom Per Fredric Landelius Mauritz Johansson            |
| Trap, lag Detaljer...              | USA Frederick Etchen Frank Hughes Samuel Sharman William Silkworth           | Kanada George Beattie John Black Robert Montgomery Samuel Vance             | Finland Werner Ekman Konrad Huber Robert Huber Toivo Tikkanen                       |

## Medaljtabell
| Pl.    | Nation         | Guld | Silver | Brons | Totalt |
| ------ | -------------- | ---- | ------ | ----- | ------ |
| 1      | USA            | 5    | 2      | 2     | 9      |
| 2      | Norge          | 2    | 1      | 1     | 4      |
| 3      | Storbritannien | 1    | 2      | 0     | 3      |
| 4      | Frankrike      | 1    | 1      | 0     | 2      |
| 5      | Ungern         | 1    | 0      | 0     | 1      |
| 6      | Sverige        | 0    | 2      | 2     | 4      |
| 7      | Finland        | 0    | 1      | 2     | 3      |
| 8      | Kanada         | 0    | 1      | 0     | 1      |
| 9      | Danmark        | 0    | 0      | 1     | 1      |
| 9      | Haiti          | 0    | 0      | 1     | 1      |
| 9      | Schweiz        | 0    | 0      | 1     | 1      |
| Totalt | Totalt         | 10   | 10     | 10    | 30     |